# Лоц. Бардијере (Тревизо)
Лоц. Бардијере је насеље у Италији у округу Тревизо, региону Венето.
Према процени из 2011. у насељу је живело 17 становника. Насеље се налази на надморској висини од 81 м.